# Бункер-вагон
Бункер-вагон, Бункер-потяг (рос. бункер-поезд, англ. bunker-train; нім. Bunkerzug m) –підземна трансп. установка на колісно-рейковому ходу з шарнірно з'єднаних секцій-платформ, що мають високі борти. Призначена для транспортування гірн. маси з прохідницького вибою за один цикл його роботи.
Розрізняють Б.-п. скреперні та конвеєрні.
Сумарна тривалість транспортування гірн. маси при використанні Б.-п. скорочується в порівнянні зі звичайною технікою шахтного рейкового транспорту в декілька разів. Б.-п. примикає до камери, де встановлений перекидач вагонеток. В нижній частині Б.-п. розташовується дозувальна камера з живильником для завантажування скіпа.